# Nic nie mam
Nic nie mam... – siódma płyta (CD) Elżbiety Adamiak, wykonawczyni z kręgu poezji śpiewanej, wydana 22 sierpnia 2002 przez Universal Music Polska i Polskie Radio w serii "Niepokonani". Znalazły się na niej
najbardziej znane utwory piosenkarki, wybrane z wcześniejszych, analogowych płyt.

## Lista utworów
1. "W górach jest wszystko co kocham" (sł. Jerzy Harasymowicz, muz. Elżbieta Adamiak)
2. "Jesienna zaduma" (sł. Jerzy Harasymowicz, muz. Elżbieta Adamiak)
3. "Sytuacja w drzwiach" (sł. Andrzej Poniedzielski, muz. Elżbieta Adamiak)
4. "Opisywanie mieszkania" (sł. Jan Zych, muz. Elżbieta Adamiak)
5. "Stało się życie" (sł. Waldemar Chyliński, muz. Elżbieta Adamiak)
6. "Rozmowa przy ściemnionym świetle" (sł. Jacek Cygan, muz. Elżbieta Adamiak)
7. "Kamień drażniący ciszą" (sł. Andrzej Poniedzielski, muz. Elżbieta Adamiak)
8. "Milcząca nadzieja" (sł. Waldemar Chyliński, muz. Elżbieta Adamiak)
9. "Cóż, cień się kładzie" (sł. Waldemar Chyliński, muz. Elżbieta Adamiak)
10. "Usypianka dla Mateusza" (sł. Józef Czechowicz, muz. Elżbieta Adamiak)
11. "Czas twojego życia" (sł. Waldemar Chyliński, muz. Elżbieta Adamiak)
12. "No i co, chyba wiosna" (sł. Andrzej Poniedzielski, muz. Elżbieta Adamiak)
13. "Na pograniczu kiczu" (sł. Andrzej Poniedzielski, muz. Elżbieta Adamiak)
14. "Sie ma" (sł. Andrzej Poniedzielski, muz. Elżbieta Adamiak)
15. "Stan na "M" (sł. i muz. Andrzej Poniedzielski)
16. "Sobie razem" (sł. Andrzej Poniedzielski, muz. Elżbieta Adamiak)
17. "Do Wenecji stąd dalej" (sł. Andrzej Poniedzielski, muz. Wacław Juszczyszyn)
18. "Najlepsze lata - Atlantyda (sł. Józef Baran, muz. Elżbieta Adamiak)
19. "Pat" (sł. Zofia Chałupska, muz. Elżbieta Adamiak)
20. "Uzbierało się już" (sł. Andrzej Poniedzielski, muz. Elżbieta Adamiak)
21. "Gdy wybierać jeszcze mogłam" (sł. Jacek Cygan, muz. Wacław Juszczyszyn)
22. "Żyłam tylko snem" (sł. Andrzej Poniedzielski, muz. Tadeusz Woźniak)

Utwory: 1,5,8,9,11 zarejestrowane zostały dla Polskiego Radia w 1977; utwory: 2-4,6,7,10 również dla Polskiego Radia, ale w 1978; utwór 20: Polskie Radio 1980; utwory: 15,17,21 - Polskie Radio 1985; utwory: 12,13,16 - Polskie Nagrania 1981; utwór 19: Polton 1988; utwory: 14,18,22 Pomaton 1995